# 이미애 (축구인)
이미애(李美愛, 1973년 5월 16일 ~ )는 대한민국의 은퇴한 여자 축구 선수이자, 현직 지도자이다. 1990년대 이전에는 역도 국가대표 선수로 활동하다 90년대 이후부터는 축구 국가대표 선수로 활동했으며, 은퇴 이후에는 17세 이하 대표팀 코치직을 맡아 대한민국 축구 대표팀 최초의 여자 지도자가 되었다.

## 생애
초등학생 시절에는 육상 선수로 활동하다가 중학교 2학년부터는 역도 선수로 전향해 국가대표팀까지 발탁되었었다. 1988년, 온양여종고 재학 시절에는 세계역도선수권대회에 파견할 기록 평가전에서 60k급의 이미애가 75kg을 들어올리면서 비공인 세계 타이기록을 세웠었다.
하지만 3학년 때의 허리 부상으로 역도 선수를 은퇴하고 인천전문대학 입학 후 남자 축구부원들에게 레슨을 받아 1991년, 축구를 시작학진 3개월만에 대한민국 여자 축구 국가대표팀 상비군에, 6개월 후에는 정식 대표팀 선수가 되었다.
1990년 초부터 10년간 여자 대표팀 선수로 활약한 그녀는 은퇴 이후 여러 팀의 지도자로서 활동하였고 특히 2005년에 U-17 대표팀 코치직을 맡으면서 대한민국 축구 대표팀 최초의 여자 지도자가 되었다.